# Lissone
Lissone, také Lison (latinsky Lisionum nebo Lixiones)  je italské město v oblasti Lombardie v provincii Monza a Brianza, leží asi 16 km severně od Milána, na okruhu automobilového závodu Monza.

## Etymologie názvu
Římští legionáři osadu nazvali Lixiones a užívali ji pro zásobování vojsk vodou a zemědělskými produkty. V latině je to výraz pro luxus a znamená také  bujnost vegetace. Další možnost původu jména Lissone lze najít v jazyce Keltů, kde znamená hůl, tyč, palisády, plot či opevnění. Po keltském kmeni Lessovi v Normandii a Bretani bylo nazváno tamní město Lisieux. Tito obchodníci podle Strabóna cestovali po moři i po souši a došli až na jih a do předalpské Galie. Od 10. století je písemně doložen název Vico Lissione a ve 13. století Lixono, což může být varianta římského - latinského jména Licius.

## Historie
Původem antická římská osada se proměnila v raně středověkou zemědělskou obec, zpustošená nájezdy barbarů, se rozrostla ve 13. století, kdy byl založen klášter žebravého řádu humiliátů, který zde už roku 1298 měl pět konventů, v nichž sdružoval chudé laiky do řemeslnických dílen. Pracovali v nich například jako tkalci.  Znak řádu s Beránkem božím a řádové heslo Omnia vincit humilitas (česky: Vždy vítězí lidskost.) převzalo město do svého znaku od 15. století a užívá ho dosud. Od 16. století zde vládli španělští Habsburkové. Středověký původ mají umělecká řemesla: dílny truhlářské, marketérské a nábytkářské zde po tereziánské reformě školství z roku 1755 měly svou školu, později průmyslovou.  Za napoleonských válek bylo město poničeno. Pro české dějiny je významný původ zdejšího rodu Miseroniů. 

## Památky
- Proboštský kostel sv. Petra a Pavla, tradičně označovaný Dóm - má statut konkatedrály diecéze Brianza v arcidiecézi milánské; na místě starší dřevěné stavby byla roku 1476 založena rozlehlá trojlodní bazilika o délce 77,45 metrů; v křížení má osmibokou kupoli a kampanilu (věž se zvony a orlojem) vysokou 75 metrů, završenou sochou anděla-strážce; současná stavba je převážně novogotická a byla dokončena roku 1926, ze starších památek se dochoval barokní oltářní obraz sv. Hilaria a sv. Petra a Pavla
- Palác Vittoria Veneta (Museo degli Attrezzi Artigianali ) - muzeum uměleckých řemesel a městská knihovna, náměstí 4. listopadu
- Kostel Panny Marie vesnické (Chiesa di Madonna del Borgo) - barokní chrám s památnou dřevěnou soško Panny Marie s Ježíškem
- Kostel sv. Rocha za hradbami (Chiesa di San Rocco fuori le Mura) - malý jednolodní chrám, založený po morové epidemii roku 1630 péčí sv. Karla Boromejského, obnoven roku 2004
- Villa Reati - raně barokní objekt, fresky antických zřícenin namaloval milánský malíř Giovanni Ghisolfi (1623-1683)

## Osobnosti
- Miseroniové -  měšťanský, později nobilitovaný rod uměleckých řemeslníků, hlavně glyptiků, usedlý v Praze a Miláně

## Obrázky

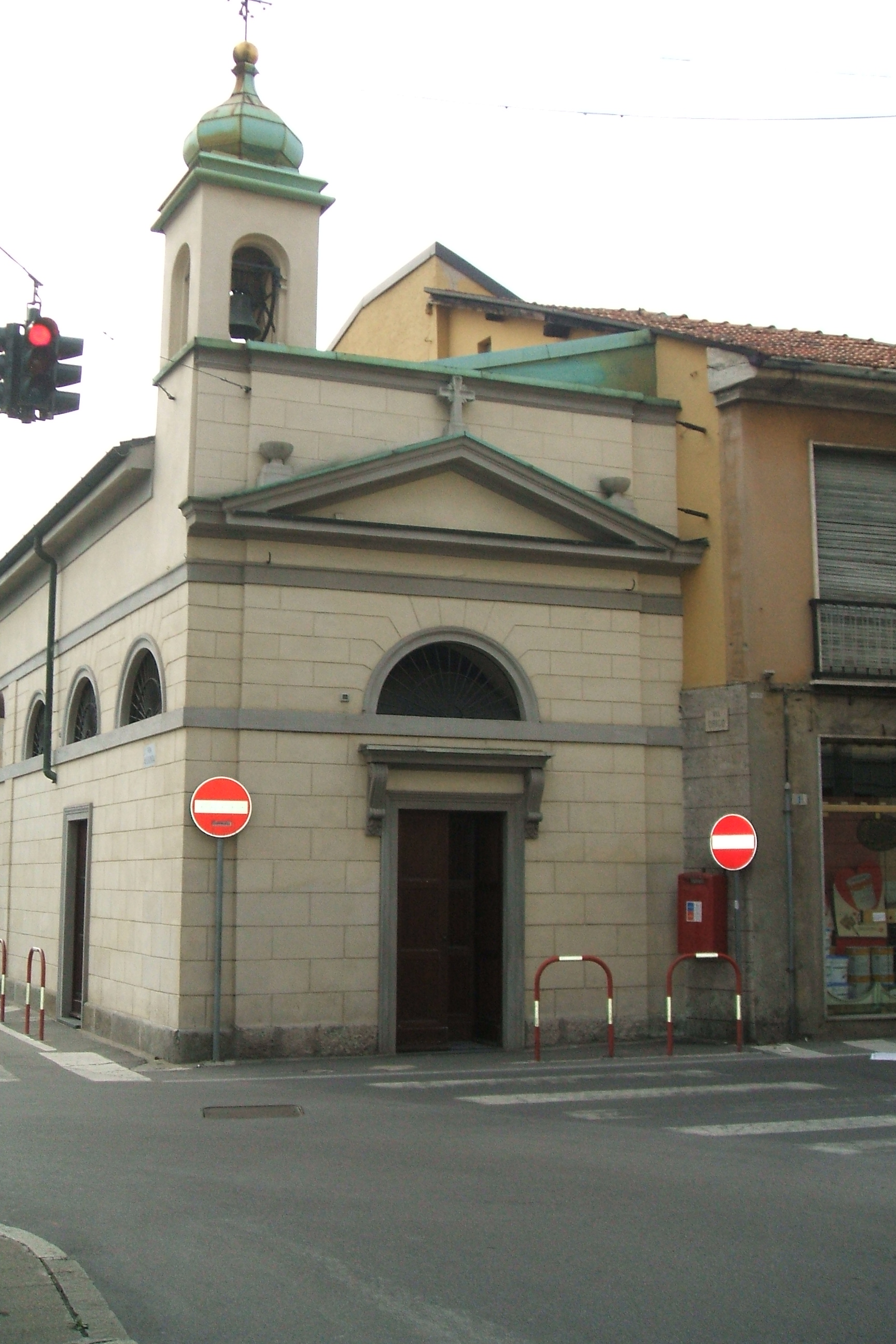
Madonna del Borgo
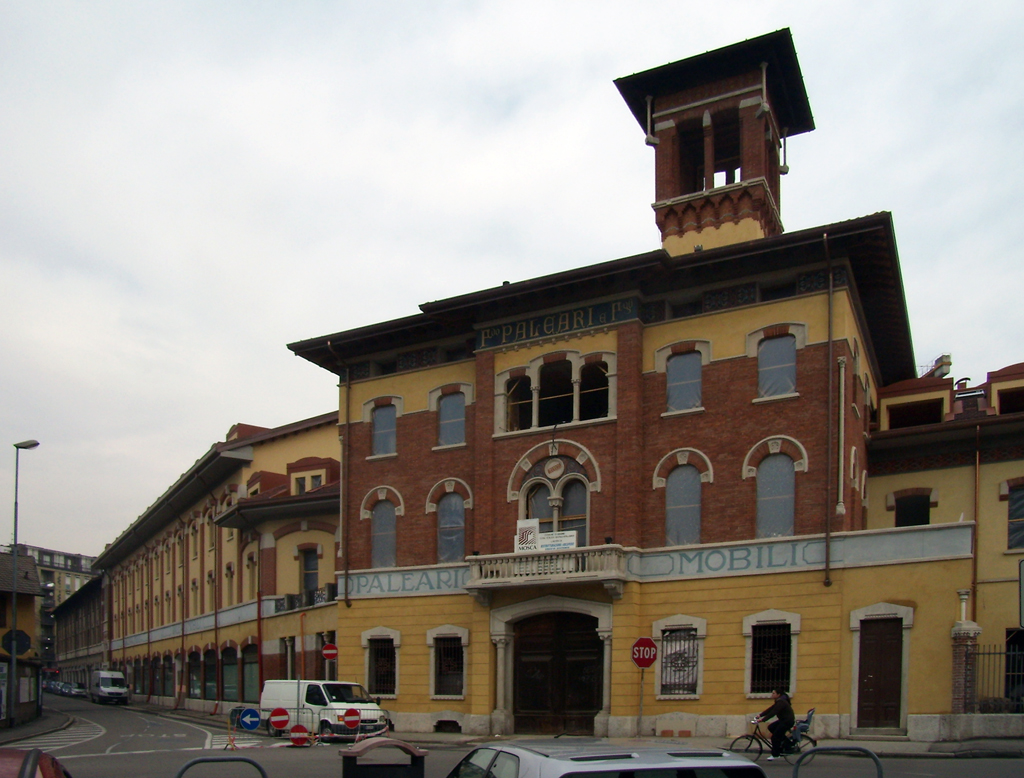
Palazzo Paleari
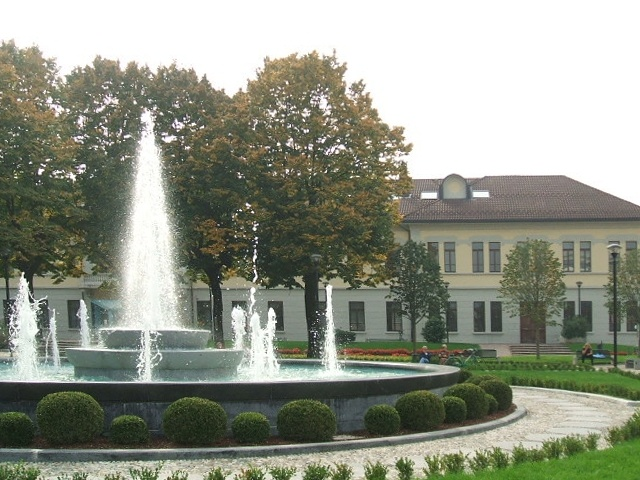
Muzeum uměleckých řemesel
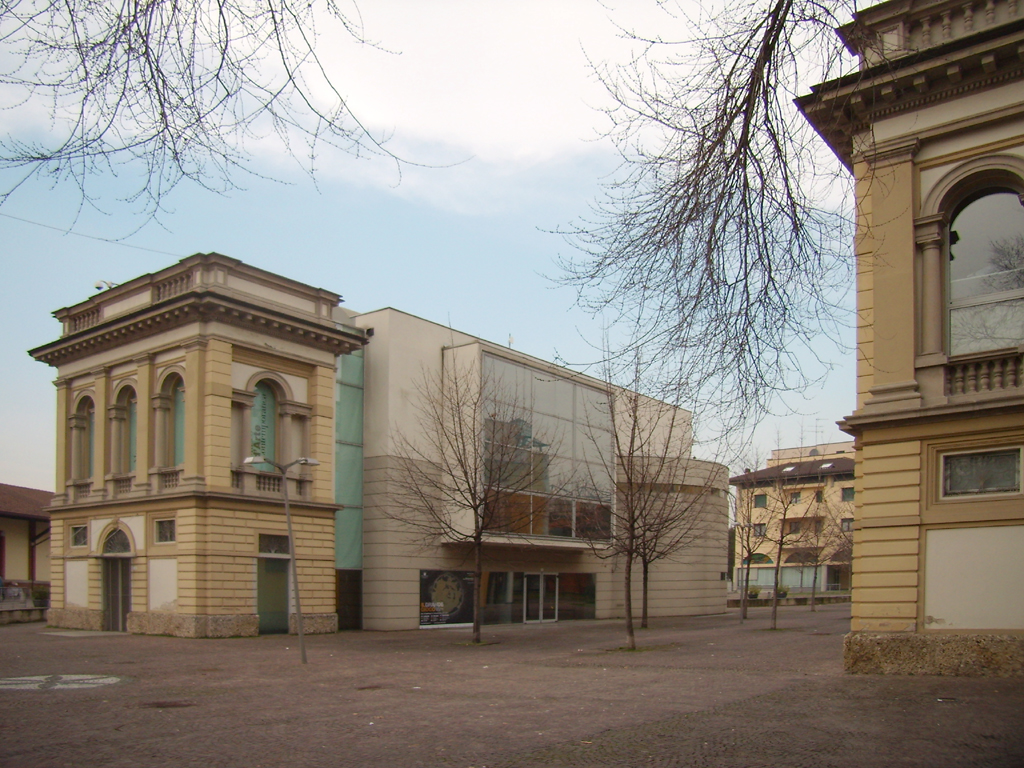
Muzeum současného umění